# Birger Ruud
Birger Ruud (Kongsberg, 23 augustus 1911 - aldaar, 13 juni 1998) was een Noors schansspringer.
Birger Ruud domineerde het schansspringen in de jaren 30 van de twintigste eeuw, met vijf gewonnen wereldkampioenschappen, inclusief de beide Olympische titels op de Olympische Winterspelen (in 1932 en 1936). In 1934 won Ruud het schansspringen toernooi in het Holmenkollenskistadion. Hij nam in 1935 deel aan de Wereldkampioenschappen alpineskiën, waarbij hij op de combinatie de bronzen medaille behaalde.
In 1943, tijdens de Tweede Wereldoorlog, werd Ruud in een concentratiekamp gezet, vanwege zijn antinazi uitspraken.
In 1948 deed Ruud gewoon weer mee aan de Olympische Spelen. Op 36-jarige leeftijd won hij hier de zilveren medaille. Ruud heeft in totaal twee keer een nieuw wereldrecord gezet: 76,5 m in Odnesbakken in 1931, en 92 m in Planica in 1934.
In 1987 is er een bronzen sculptuur van Birger Ruud gemaakt, en opgezet in zijn geboortestad Kongsberg. Ruud overleed in 1998.

## Erelijst
(enkel de podiumplaatsen zijn hier vermeld) 